# Szwecja na Zimowych Igrzyskach Olimpijskich 1928
Szwecję na Zimowych Igrzyskach Olimpijskich 1928 reprezentowało 24 zawodników (sami mężczyźni). Był to drugi start reprezentacji Szwecji na zimowych igrzyskach olimpijskich.

## Zdobyte medale
| Medal  | Zawodnik | Dyscyplina           | Konkurencja            | Rezultat    |
| ------ | --- | -------------------- | ---------------------- | ----------- |
| Złoto  | Gillis Grafström | Łyżwiarstwo figurowe | soliści                | 367,89 pkt  |
| Złoto  | Per-Erik Hedlund | Biegi narciarskie    | bieg na 50 km          | 4:52:03,0 h |
| Srebro | Carl Abrahamsson, Emil Bergman, Birger Holmqvist, Gustaf Johansson, Henry Johansson, Nils Johansson, Ernst Karlberg, Erik Larsson, Bertil Linde, Sigfrid Öberg, Wilhelm Petersen, Kurt Sucksdorff | Hokej na lodzie      | turniej mężczyzn       |             |
| Srebro | Gustaf Jonsson | Biegi narciarskie    | bieg na 50 km mężczyzn | 5:05:30,0 h |
| Brąz   | Volger Andersson | Biegi narciarskie    | bieg na 50 km mężczyzn | 5:05:46,0 h |

## Skład kadry

### Biegi narciarskie
Mężczyźni
| Konkurencja   | Zawodnik         | czas               | Pozycja            |
| ------------- | ---------------- | ------------------ | ------------------ |
| Bieg na 18 km | Per-Erik Hedlund | 1:41:51,0          | 6.                 |
| Bieg na 18 km | Lars Jonsson     | 1:41:59,0          | 7.                 |
| Bieg na 18 km | Volger Andersson | Nie ukończył biegu | Nie ukończył biegu |
| Bieg na 18 km | Sven Utterström  |                    | 9.                 |
| Bieg na 50 km | Per-Erik Hedlund | 4:52:03,00         | złoto              |
| Bieg na 50 km | Gustaf Jonsson   | 5:05:30,00         | srebro             |
| Bieg na 50 km | Volger Andersson | 5:05:46,00         | brąz               |
| Bieg na 50 km | Anders Ström     | 5:21:54,00         | 7.                 |

### Hokej na lodzie
Reprezentacja mężczyzn
| - Carl Abrahamsson - Emil Bergman - Birger Holmqvist - Gustaf Johansson - Henry Johansson - Nils Johansson |  | - Ernst Karlberg - Erik Larsson - Bertil Linde - Sigfrid Öberg - Wilhelm Petersen - Kurt Sucksdorff |

Reprezentacja Szwecji brała udział w rozgrywkach grupy B turnieju olimpijskiego zajmując w niej pierwsze miejsce i awansując do rundy medalowej.
Grupa B
| Drużyna        | M | Mecze | Mecze | Mecze | Bramki | Bramki | Bramki | Pkt |
| Drużyna        | M | W     | R     | P     | +      | -      | +/-    | Pkt |
| -------------- | - | ----- | ----- | ----- | ------ | ------ | ------ | --- |
| Szwecja        | 2 | 1     | 1     | 0     | 5      | 2      | +3     | 3   |
| Czechosłowacja | 2 | 1     | 0     | 1     | 3      | 5      | -2     | 2   |
| Polska         | 2 | 0     | 1     | 1     | 1      | 4      | -3     | 1   |

Wyniki
| 11 lutego 1928 | Szwecja | 3:0 | Czechosłowacja |  |

|  |  | (1:0, 1:0, 1:0) |

| 12 lutego 1928 | Szwecja | 2:2 | Polska |  |

|  |  | (1:0, 1:2, 0:0) |

#### Runda medalowa
W rundzie medalowej grano systemem każdy z każdym.
| Drużyna         | M | Mecze | Mecze | Mecze | Bramki | Bramki | Bramki | Pkt |
| Drużyna         | M | W     | R     | P     | +      | -      | +/-    | Pkt |
| --------------- | - | ----- | ----- | ----- | ------ | ------ | ------ | --- |
| Kanada          | 3 | 3     | 0     | 0     | 38     | 0      | +35    | 6   |
| Szwecja         | 3 | 2     | 0     | 1     | 7      | 12     | -5     | 4   |
| Szwajcaria      | 3 | 1     | 0     | 2     | 4      | 17     | -13    | 2   |
| Wielka Brytania | 3 | 0     | 0     | 3     | 1      | 21     | -20    | 0   |

Wyniki
| 17 lutego 1928 | Kanada | 11:0 | Szwecja |  |

|  |  | (4:0, 4:0, 3:0) |

| 18 lutego 1928 | Szwajcaria | 0:4 | Szwecja |  |

|  |  | (0:1, 0:0, 0:3) |

| 19 lutego 1928 | Szwecja | 3:1 | Wielka Brytania |  |

|  |  | (2:1, 0:0, 1:0) |

### Kombinacja norweska
Mężczyźni
| Zawodnik      | Konkurencja   | Skoki narciarskie | Skoki narciarskie | Skoki narciarskie | Skoki narciarskie | Bieg narciarski | Bieg narciarski | Bieg narciarski | Łącznie | Pozycja |
| Zawodnik      | Konkurencja   | Skok 1            | Skok 2            | Punkty            | Pozycja           | Czas biegu      | Pozycja         | Punkty          | Łącznie | Pozycja |
| ------------- | ------------- | ----------------- | ----------------- | ----------------- | ----------------- | --------------- | --------------- | --------------- | ------- | ------- |
| Sven Eriksson | Indywidualnie | 51,5              | 57,5              | 16,312            | 5.                | 1:52:20,0       | 12,375          | 11.             | 14,593  | 6.      |

### Łyżwiarstwo figurowe
| Zawodnik         | Konkurencja | Nota    | Pozycja |
| ---------------- | ----------- | ------- | ------- |
| Gillis Grafström | Soliści     | 1630,75 | złoto   |

### Łyżwiarstwo szybkie
Mężczyźni
| Zawodnik         | Konkurencje   | Konkurencje   | Konkurencje    | Konkurencje    | Konkurencje    | Konkurencje    | Konkurencje          | Konkurencje          |
| Zawodnik         | Bieg na 500 m | Bieg na 500 m | Bieg na 1500 m | Bieg na 1500 m | Bieg na 5000 m | Bieg na 5000 m | Bieg na 10 000 m     | Bieg na 10 000 m     |
| Zawodnik         | Czas          | Miejsce       | czas           | Miejsce        | Czas           | Miejsce        | Czas                 | Miejsce              |
| ---------------- | ------------- | ------------- | -------------- | -------------- | -------------- | -------------- | -------------------- | -------------------- |
| Gustaf Andersson | 47,9          | 23.           | 2:27,50        | 9.             | 9:09,70        | 9.             | Nie ukończył wyścigu | Nie ukończył wyścigu |

### Skoki narciarskie
Mężczyźni
| Skoczek             | Skok 1 | Skok 2 | Nota   | Pozycja |
| ------------------- | ------ | ------ | ------ | ------- |
| Axel-Herman Nilsson | 53,5   | 60,0   | 16,937 | 4.      |
| Sven-Olof Lundgren  | 48,0   | 59,0   | 16,708 | 5.      |
| Bertil Carlsson     | 51,5   | 61,0   | 16,187 | 10.     |
| Sven Eriksson       | 52,0   | 62,5   | 11,500 | 31.     |